# 靳克文
靳克文（1954年9月-），河南项城人，1984年7月加入中共，1971年2月参加工作，大学文化程度。曾任中共漯河市委书记，2013年1月当选河南省政协副主席。

## 简历
1998年12月至2002年7月任河南省政府副秘书长。2002年8月任漯河市市长；2006年12任中共漯河市委书记。